# Juno Awards 2017
Die Juno Awards 2017 wurden vom 1. bis zum 2. April in Ottawa, Ontario vergeben. Veranstaltungsort war das Canadian Tire Centre in Kanata. Die Veranstaltung wurde von CTV übertragen. Die Moderatoren waren Bryan Adams und Russell Peters, die für  Michael Bublé einsprangen.

## Veranstaltungen
Vom 27. März bis zum Tag der Verleihung fanden in Ottawa verschiedene Veranstaltungen in Zusammenhang mit dem Award statt. Das Eishockey-Benefizspiel fand am 31. März in der TD Place Arena statt. Das Team der NHL-Spieler besiegte das Team bestehend aus Rockmusikern mit 13:12.
Bruce Cockburn moderierte den alljährlichen Songwriters' Circle am 2. April im National Arts Centre. Daniel Caesar, Chantal Kreviazuk, Lisa LeBlanc, Colin Linden, Paul Murphy und Donovan Woods traten dort auf. CBC Radio übertrug die Veranstaltung.

### Galadinner
Am 1. April wurde im Shaw Center eine private Dinnerparty mit vielen Nominierten veranstaltet. Gastgeber war der Musiker und Radiomoderator Tom Power. Der vor kurzem verstorbene Leonard Cohen gewann die Kategorie Artist of the Year. Für ihn nahm sein Sohn Adam den Award, der bei der Party vergeben wurde, an. The Tragically Hip gewannen den Award für Rock Album of the Year für ihr Album Man Machine Poem. Secret Path, das Soloalbum des Sängers von Tragically Hip-Sänger Gord Downi, gewann ebenfalls zwei Junos: Adult Alternative Album und Recording Package of the Year. Drake gewann keine einzige der verschiedenen Kategorien, für die er nominiert war, und The Weeknd gewann lediglich in der Kategorie R&B/Soul Recording für sein Album Starboy.

### Hauptveranstaltung
Die vom Fernsehen übertragene Hauptveranstaltung fand am 2. April statt und wurde von Bryan Adams und Russell Peters nominiert. Unter anderem traten Arkells, Alessia Cara, Billy Talent, Dallas Smith, July Talk, Ruth B, Sarah McLachlan, Shawn Mendes, The Strumbellas und A Tribe Called Red auf.

#### Moderation
Ursprünglich war Michael Bublé als Moderator vorgesehen. Er trat aber als Moderator zurück, als er von der Krebserkrankung seines Sohnes erfuhr. Nachdem er bereits am 1. November 2016 als Moderator für die Awardshow bekannt gegeben wurde, erklärte Bublé zwei Tage später, dass er viele seiner Engagements ruhen lassen würde, um seinen Sohn zu unterstützen. Die Moderation blieb erst einmal offen. Russell Peters hatte schließlich angeboten, für Bublé einzuspringen, falls dieser nicht auftreten könne. Auch Bryan Adams bot sich etwas später an, nachdem ein Ausstieg Bublés immer wahrscheinlicher wurde.
Am 9. März wurden schließlich Adams und Peters als Moderationsduo bestätigt. Bublé moderierte schließlich die Juno Awards 2018.

#### Tribut an Leonard Cohen
Justin Trudeau und seine Ehefrau Sophie Grégoire Trudeau zollten dem im November 2016 verstorbenen Musiker Leonard Cohen Tribut. Feist sang Hey, That’s No Way to Say Goodbye zusammen mit Ariel Engle und Daniela Gesundheit. Cohens Album You Want it Darker gewann den Juno für Album of the Year.

#### Hall of Fame
Sarah McLachlan wurde in diesem Jahr in die Canadian Music Hall of Fame aufgenommen. Eine Videomontage zeigte Etappen ihrer Karriere inklusive eines Tributs durch den ehemaligen US-amerikanischen Präsidenten Bill Clinton. Sheryl Crow, Josh Groban, Diana Krall, James Taylor und Tegan and Sara äußerten sich über McLachlans Karriere.

#### Kontroverse
Moderatort Russell Peters fiel während der Show mit diversen sexistischen Witzen auf. So flirtete er mit jungen Frauen im Publikum und machte anzügliche Bemerkungen. Auch über die Ministerin für Canadian Heritage Mélanie Joly machte er anzügliche Bemerkungen und bezeichnete sie als „hot“. Joly bezeichnete Peters Kommentar als unangemessen und wies auf die Bedeutung der Gleichheit der Geschlechter hin. Allan Reid, Präsident der CARAS und des Juno Awards, entschuldigte sich öffentlich und distanzierte sich von Peters Aussagen.

## Gewinner und Nominierte
Die Nominierungen wurden am 7. Februar 2017 verkündet.
Buffy Sainte-Marie gewann den Allan Waters Humanitarian Award, Randy Lennox den Walt Grealis Special Achievement Award. Sarah McLachlan wurde in die Canadian Music Hall of Fame aufgenommen.
Der Preis Aboriginal Album of the Year wurde in Indigenous Music Album of the Year umbenannt. Die ersten 34 Preise wurden am 1. April 2017 im Rahmen der Galaveranstaltung verkündet.

### Personen
| Artist of the Year | Group of the Year |
| --- | --- |
| Leonard Cohen - Alessia Cara - Drake - Shawn Mendes - The Weeknd | The Tragically Hip - Arkells - Billy Talent - Tegan and Sara - The Strumbellas |
| Breakthrough Artist of the Year | Breakthrough Group of the Year |
| Ruth B - Kaytranada - Tory Lanez - Andy Shauf - Jazz Cartier | The Dirty Nil - Bleeker - Cold Creek County - Bob Moses - The Zolas |
| Fan Choice Award | Songwriter of the Year |
| Shawn Mendes - Alessia Cara - Belly - Drake - Hedley - Justin Bieber - Ruth B - The Strumbellas - The Weeknd - Tory Lanez | Gord Downie – The Stranger, The Only Place To Be, Son aus Secret Path von Gord Downie - Donovan Woods – Leaving Nashville aus The Driver von Charles Kelley; What Kind of Love is That They Don't Make Anything in That Town aus Hard Settle, Ain't Troubled von Donovan Woods - Tegan Quin and Sara Quin – Boyfriend, Stop Desire aus Love You to Death von Tegan and Sara - Leonard Cohen – You Want It Darker, It Seemed the Better Way, Traveling Light aus You Want It Darker von Leonard Cohen - Ruth Berhe – Lost Boy, Superficial Love, 2 Poor Kids aus The Intro by Ruth B |
| Producer of the Year | Recording Engineer of the Year |
| A Tribe Called Red – R.E.D. feat. Yasiin Bey, Narcy & Black Bear, Sila feat. Tanya Tagaq aus We Are the Halluci Nation by A Tribe Called Red - Howie Beck – Work aus CDW von Charlotte Day Wilson; High Five aus Royal Blues von Dragonette - Ian D’Sa – Afraid of Heights, Rabbit Down the Hole aus Afraid of Heights von Billy Talent - Nineteen85 – One Dance, Too Good aus Views von Drake - Eric Ratz – The Enforcer aus Sittin' Heavy aus Monster Truck; Fever aus Dealbreaker von Royal Tusk | Jason Dufour – Push + Pull, Beck + Call aus Touch von July Talk - Matty Green – Shine a Light aus Banners EP von BANNΞRS; Armageddon aus Armageddon von Michelle Treacy - Eric Ratz – Afraid of Heights aus Afraid of Heights von Billy Talent; Don't Tell Me How to Live aus Sittin' Heavy von Monster Truck - George Seara – Treat You Better, Don't Be a Fool aus Illuminate von Shawn Mendes - Andy Shauf – The Magician, To You aus The Party von Andy Shauf |

### Alben
| Album of the Year | Adult Alternative Album of the Year |
| --- | --- |
| Leonard Cohen, You Want It Darker - The Weeknd, Starboy - Shawn Mendes, Illuminate - Drake, Views≥ - Céline Dion, Encore un Soir | Gord Downie, Secret Path - Basia Bulat, Good Advice - Wintersleep, The Great Detachment - Leonard Cohen, You Want It Darker - Andy Shauf, The Party |
| Adult Contemporary Album of the Year | Alternative Album of the Year |
| Sarah McLachlan, Wonderland - Céline Dion, Encore un Soir - Chantal Kreviazuk, Hard Sail - Mark Masri, Beating Heart - Heather Rankin, A Fine Line | July Talk, Touch - Black Mountain, IV - Dilly Dally, Sore - Grimes, Art Angels - Weaves, Weaves |
| Blues Album of the Year | Children’s Album of the Year |
| Paul Reddick, Ride the One - Colin James, Blue Highways - Colin Linden, Rich in Love - Sean Pinchin, Monkey Brain - Whitehorse, The Northern South Vol. 1 | Diana Panton, I Believe in Little Things - Raffi, Owl Singalong - Splash’N Boots, Big Yellow Tunes - Kattam, De Tombouctou à Bombay - Will Stroet, Wordplay |
| Classical Album of the Year – Solo or Chamber Ensemble | Classical Album of the Year – Large Ensemble or Soloist(s) with Large Ensemble Accompaniment |
| New Orford String Quartet, Brahms: String Quartets, Op. 51 NOS. 1 & 2 - Janina Fialkowska, Schubert: Sonatas and Impromptus - Matt Haimovitz, Overtures to Bach - Stewart Goodyear, Tchaikovsky: The Nutcracker, OP. 71 TH14 - Charles Richard-Hamelin, Beethoven, Enescu & Chopin: Works for Piano (Live)                                                 | Steve Wood and the Northern Cree Singers, Tanya Tagaq, Winnipeg Symphony Orchestra, Going Home Star – Truth and Reconciliation - Tafelmusik Baroque Orchestra and Chamber Choir, Beethoven Symphony No. 9 - Louis Lortie, Hélène Mercier, BBC Philharmonic, Poulenc: Piano Concertos & Aubade - Jan Lisiecki, Orchestra dell’Accademia Nazionale di Santa Cecilia, Schumann - Les Violons du Roy & Mathieu Lussier, Vivaldi: Concertos |
| Classical Album of the Year – Vocal or Choral Performance | Contemporary Christian/Gospel Album of the Year |
| Orchestre Symphonique de Montréal, Kent Nagano, L’Aiglon - Tapestry Opera, Gryphon Trio, Elmer Iseler Singers, Dark Star Requiem - Toronto Symphony Orchestra, Toronto Mendelssohn Choir, Sir Andrew Davis, Handel Messiah - Arion Baroque Orchestre, Alexandre Weimann, Bach: Magnificat BWV 243 - Daniel Taylor, The Trinity Choir, Four Thousand Winter | Tim Neufeld & the Glory Boys, Hootenanny! - Warren Dean Flandez, Eternally Grateful - Steve Bell, Where the Good Way Lies - MANAFEST, Reborn - Jaylene Johnson, Potter & Clay |
| Country Album of the Year | Electronic Album of the Year |
| Jess Moskaluke, Kiss Me Quiet - Aaron Pritchett, The Score - Chad Brownlee, Hearts on Fire - Dallas Smith, Side Effects - Gord Bamford, Tin Roof | Kaytranada, 99.9% - Holy Fuck, Congrats - A Tribe Called Red, We Are the Halluci Nation - Bob Moses, Days Gone By - Harrison, Checkpoint Titanium |
| Francophone Album of the Year | Indigenous Music Album of the Year |
| Laurence Nerbonne, XO - Karim Ouellet, Trente - Yann Perreau, Le fantastique des astres - Fred Fortin, Ultramarr - Koriass, Love Suprême | Quantum Tangle, Tiny Hands - Crystal Shawanda, Fish Out of Water - Bryden Gwiss Kiwenzie, Round Dance & Beats (Powwow) - Silla + Rise, Debut - William Prince, Earthly Days |
| Instrumental Album of the Year | International Album of the Year |
| The Fretless, Bird's Nest - Sarah Neufeld, The Ridge - David Braid, Flow - Blitz//Berlin, Movements 1 - Pugs & Crows and Tony Wilson, Everyone Knows Everyone | Coldplay, A Head Full of Dreams - Rihanna, ANTI - Sia, This Is Acting - One Direction, Made in the A.M. - Ariana Grande, Dangerous Woman |
| Jazz Album of the Year – Solo | Jazz Album of the Year – Group |
| Renee Rosnes, Written in the Rocks - Shirantha Beddage, Momentum - Seamus Blake, Superconductor - Brandi Disterheft, Blue Canvas - Mike Janzen, Nudging Forever | Metalwood, Twenty - Darcy James Argue's Secret Society, Real Enemies - Dave Young Quintet, One Way Up - Quinsin Nachoff’s Flux, Flux - Order of Canada Band, Sweet Canadiana |
| Vocal Jazz Album of the Year | Metal/Hard Music Album of the Year |
| Bria Skonberg, Bria - Matt Dusk & Florence K, Quiet Nights - Heather Bambrick, You'll Never Know - Barbra Lica, I'm Still Learning - Amanda Tosoff, Words | Mandroid Echostar, Coral Throne - Devin Townsend Project, Transcendence - Protest the Hero, Pacific Myth - Despised Icon, Beast - Annihilator, Suicide Society |
| Pop Album of the Year | Rock Album of the Year |
| Alessia Cara, Know-It-All - Coleman Hell, Summerland - Marianas Trench, Astoria - Shawn Mendes, Illuminate - Tegan and Sara, Love You to Death | The Tragically Hip, Man Machine Poem - Arkells, Morning Report - Monster Truck, Sittin' Heavy - Billy Talent, Afraid of Heights - Sam Roberts Band, Terraform |
| Contemporary Roots Album of the Year | Traditional Roots Album of the Year |
| William Prince, Earthly Days - Matthew Barber & Jill Barber, The Family Album - Lisa LeBlanc, Why You Wanna Leave, Runaway Queen? - Corin Raymond, Hobo Jungle Fever Dreams - Kacy & Clayton, Strange Country | The East Pointers, Secret Victory - Maria Dunn, Gathering - The High Bar Gang, Someday the Heart Will Trouble the Mind - Jenny Whiteley, The Original Jenny Whiteley - Ten Strings and a Goat Skin, Auprès du poêle |
| World Music Album of the Year | |
| Okavango African Orchestra, Okavango African Orchestra - Lorraine Klaasen, Nouvelle Journée - Sultans of String, Subcontinental Drift - Turkwaz, Nazar - Nomadica, Dance of the Infidels | |

### Lieder
| Single of the Year | Classical Composition of the Year |
| --- | --- |
| The Strumbellas, Spirits - Alessia Cara, Wild Things - Drake, One Dance feat. Wizkid & Kyla - Shawn Mendes, Treat You Better - The Weeknd, Starboy feat. Daft Punk                                 | Jordan Nobles, Immersion - Christos Hatzis, Going Home Star – Truth and Reconciliation - Kati Agócs, The Debrecen Passion - Ana Sokolović, And I need a room to receive five thousand people with raised glasses… or… what a glorious day, the birds are singing halleluia - Andrew Staniland, Dark Star Requiem |
| Dance Recording of the Year | R&B/Soul Recording of the Year |
| Bit Funk, Off the Ground feat. Shae Jacobs - Adventure Club, Limitless feat. Delaney Jane - Zeds Dead, Northern Lights - Shaun Frank, Let You Get Away feat. Ashe - Jacques Greene, You Can't Deny | The Weeknd, Starboy - Daniel Caesar, Pilgrim's Paradise - dvsn, Sept. 5 - PARTYNEXTDOOR, PARTYNEXTDOOR 3 - Tanika Charles, Soul Run |
| Rap Recording of the Year | Reggae Recording of the Year |
| Jazz Cartier, Hotel Paranoia - Drake, Views - Belly, Another Day in Paradise - Tory Lanez, I Told You - Tasha the Amazon, Die Every Day                                                            | Exco Levi, Siren - Ammoye, Sorry - Dubmatix, Roll 'Dem feat. Gappy Ranks - Blessed, Cry Every Day - Jay Kartier, Who Feels It Knows |

### Weitere
| Recording Package of the Year | Video of the Year |
| --- | --- |
| Secret Path – Gord Downie: Jonathan Shedletzky (Art Director), Isis Essery (Designer), Jeff Lemire (Illustrator): - Art Angels – Grimes: Claire Boucher (Art Director, Designer, Illustrator), Rankin (Photographer) - L'Heptade – Harmonium: John Wellman, Chris Shepherd, Joshua Gearey (Art Directors) - Live at Copps – Alexisonfire: Justin Ellsworth (Art Director, Designer), Dustin Rabin (Photographer) - Oobopopop – Valaire: Karim Charlebois-Zariffa (Art Director, Designer), Olivier Charland (Illustrator), Scottie Cameron (Photographer) | Kill v Maim – Grimes: Claire Boucher - Killa – Wiwek/Skrillex: Jodeb - Lite Spots – Kaytranada: Martin C. Pariseau - R.E.D. feat. Yasiin Bey, Narcy & Black Bear – A Tribe Called Red: Yassin Narcy Alsalman - The Stranger – Gord Downie: Justin Stephenson |